# Championnats du monde de patinage artistique 1989
Navigation
Mondiaux 1988 Mondiaux 1990
Les championnats du monde de patinage artistique 1989 ont lieu du 14 au 19 mars 1989 au palais omnisports de Paris en France. C'est la sixième fois que la France organise les mondiaux de patinage artistique après les éditions de 1936, 1949, 1952, 1958 et 1971.
En danse sur glace, à partir de cette saison 1988/1989, le nombre de danses imposées est réduit de trois à deux.

## Qualifications
Les patineurs sont éligibles à l'épreuve s'ils représentent une nation membre de l'Union internationale de patinage (International Skating Union en anglais). Les fédérations nationales sélectionnent leurs patineurs en fonction de leurs propres critères.
Sur la base des résultats des championnats du monde 1988, l'Union internationale de patinage autorise chaque pays à avoir de une à trois inscriptions par discipline. 

## Podiums
| Épreuves                            | Or                                   | Argent                           | Bronze                              |
| ----------------------------------- | ------------------------------------ | -------------------------------- | ----------------------------------- |
| Messieurs résultats détaillés       | Kurt Browning                        | Christopher Bowman               | Grzegorz Filipowski                 |
| Dames résultats détaillés           | Midori Ito                           | Claudia Leistner                 | Jill Trenary                        |
| Couples résultats détaillés         | Ekaterina Gordeeva / Sergueï Grinkov | Cindy Landry / Lyndon Johnston   | Elena Bechke / Denis Petrov         |
| Danse sur glace résultats détaillés | Marina Klimova / Sergueï Ponomarenko | Maïa Oussova / Alexandre Jouline | Isabelle Duchesnay / Paul Duchesnay |

## Tableau des médailles
| Rang  | Nation               | Or | Argent | Bronze | Total |
| ----- | -------------------- | -- | ------ | ------ | ----- |
| 1     | Union soviétique     | 2  | 1      | 1      | 4     |
| 2     | Canada               | 1  | 1      | 0      | 2     |
| 3     | Japon                | 1  | 0      | 0      | 1     |
| 4     | États-Unis           | 0  | 1      | 1      | 2     |
| 5     | Allemagne de l'Ouest | 0  | 1      | 0      | 1     |
| 6     | France               | 0  | 0      | 1      | 1     |
| 6     | Pologne              | 0  | 0      | 1      | 1     |
| Total | Total                | 4  | 4      | 4      | 12    |

## Détails des compétitions
Pour la saison 1988/1989, les calculs des points se font selon la méthode suivante :
- chez les Messieurs et les Dames (0.4 point par place pour les figures imposées, 0.6 point par place pour le programme court, 1 point par place pour le programme libre)
- chez les couples artistiques (0.5 point par place pour le programme court, 1 point par place pour le programme libre)
- en danse sur glace (0.4 point par place pour les deux danses imposées, 0.6 point par place pour la danse originale, 1 point par place pour la danse libre)

### Messieurs
| Rang                                        | Nom                   | Nation               | Points | Fig. impo. | Prog. court | Prog. libre |
| ------------------------------------------- | --------------------- | -------------------- | ------ | ---------- | ----------- | ----------- |
| 1                                           | Kurt Browning         | Canada               | 3.6    | 5          | 1           | 1           |
| 2                                           | Christopher Bowman    | États-Unis           | 5.8    | 4          | 2           | 3           |
| 3                                           | Grzegorz Filipowski   | Pologne              | 6.2    | 3          | 5           | 2           |
| 4                                           | Alexandre Fadeïev     | Union soviétique     | 6.2    | 1          | 3           | 4           |
| 5                                           | Petr Barna            | Tchécoslovaquie      | 10.2   | 7          | 4           | 5           |
| 6                                           | Viktor Petrenko       | Union soviétique     | 10.4   | 2          | 6           | 6           |
| 7                                           | Daniel Doran          | États-Unis           | 16.0   | 6          | 11          | 7           |
| 8                                           | Oliver Höner          | Suisse               | 18.0   | 10         | 10          | 8           |
| 9                                           | Michael Slipchuk      | Canada               | 19.4   | 13         | 7           | 10          |
| 10                                          | Cameron Medhurst      | Australie            | 20.8   | 11         | 9           | 11          |
| 11                                          | Makoto Kano           | Japon                | 21.0   | 18         | 8           | 9           |
| 12                                          | Daniel Weiss          | Allemagne de l'Ouest | 25.2   | 9          | 16          | 12          |
| 13                                          | Axel Médéric          | France               | 26.0   | 12         | 12          | 14          |
| 14                                          | Dmitri Gromov         | Union soviétique     | 27.6   | 14         | 15          | 13          |
| 15                                          | András Száraz         | Hongrie              | 31.8   | 15         | 13          | 18          |
| 16                                          | Mirko Eichhorn        | Allemagne de l'Est   | 33.2   | 20         | 17          | 15          |
| 17                                          | Ralph Burghart        | Autriche             | 34.6   | 8          | 19          | 20          |
| 18                                          | Alessandro Riccitelli | Italie               | 34.8   | 17         | 20          | 16          |
| 19                                          | Peter Johansson       | Suède                | 35.0   | 19         | 14          | 19          |
| 20                                          | Henrik Walentin       | Danemark             | 37.0   | 23         | 18          | 17          |
| Patineurs éliminés après le programme court |                       |                      |        |            |             |             |
| 21                                          | Christian Newberry    | Royaume-Uni          |        | 16         | 25          | NC          |
| 22                                          | Jung Sung-il          | Corée du Sud         |        | 22         | 21          | NC          |
| 23                                          | Iwo Svec              | Allemagne de l'Ouest |        | 21         | 23          | NC          |
| 24                                          | Oula Jääskeläinen     | Finlande             |        | 25         | 22          | NC          |
| 25                                          | David Liu             | Taipei chinois       |        | 26         | 24          | NC          |
| 26                                          | Boyko Aleksiev        | Bulgarie             |        | 24         | 26          | NC          |
| 27                                          | Alexandre Geers       | Belgique             |        | 27         | 27          | NC          |
| Abandon                                     | Riccardo Olavarrieta  | Mexique              |        | 28         |             | NC          |

### Dames
| Rang                                          | Nom                | Nation               | Points | Fig. impo. | Prog. court | Prog. libre |
| --------------------------------------------- | ------------------ | -------------------- | ------ | ---------- | ----------- | ----------- |
| 1                                             | Midori Ito         | Japon                | 4.0    | 6          | 1           | 1           |
| 2                                             | Claudia Leistner   | Allemagne de l'Ouest | 4.2    | 1          | 3           | 2           |
| 3                                             | Jill Trenary       | États-Unis           | 5.0    | 2          | 2           | 3           |
| 4                                             | Patricia Neske     | Allemagne de l'Ouest | 11.6   | 5          | 6           | 6           |
| 5                                             | Natalia Lebedeva   | Union soviétique     | 11.6   | 3          | 4           | 8           |
| 6                                             | Kristi Yamaguchi   | États-Unis           | 11.8   | 12         | 5           | 4           |
| 7                                             | Evelyn Großmann    | Allemagne de l'Est   | 16.6   | 14         | 10          | 5           |
| 8                                             | Natalia Gorbenko   | Union soviétique     | 17.4   | 4          | 8           | 11          |
| 9                                             | Beatrice Gelmini   | Italie               | 18.6   | 11         | 7           | 10          |
| 10                                            | Surya Bonaly       | France               | 18.8   | 16         | 9           | 7           |
| 11                                            | Karen Preston      | Canada               | 22.4   | 17         | 11          | 9           |
| 12                                            | Simone Lang        | Allemagne de l'Est   | 23.8   | 10         | 13          | 12          |
| 13                                            | Yvonne Pokorny     | Autriche             | 27.0   | 9          | 14          | 15          |
| 14                                            | Tamara Téglássy    | Hongrie              | 28.8   | 13         | 16          | 14          |
| 15                                            | Junko Yaginuma     | Japon                | 29.2   | 15         | 12          | 16          |
| 16                                            | Charlene Wong      | Canada               | 29.2   | 8          | 15          | 17          |
| 17                                            | Željka Čižmešija   | Yougoslavie          | 34.2   | 7          | 19          | 20          |
| 18                                            | Yvonne Gómez       | Espagne              | 34.6   | 24         | 20          | 13          |
| 19                                            | Helene Persson     | Suède                | 37.2   | 21         | 18          | 18          |
| 20                                            | Petra Vonmoos      | Suisse               | 38.0   | 22         | 17          | 19          |
| Patineuses éliminées après le programme court |                    |                      |        |            |             |             |
| 21                                            | Tracy Brook        | Australie            |        | 23         | 21          | NC          |
| 22                                            | Lily Lyoonjung Lee | Corée du Sud         |        | 20         | 25          | NC          |
| 23                                            | Louisa Danskin     | Royaume-Uni          |        | 19         | 27          | NC          |
| 24                                            | Anisette Torp-Lind | Danemark             |        | 27         | 22          | NC          |
| 25                                            | Jacqueline Soames  | Royaume-Uni          |        | 26         | 23          | NC          |
| 26                                            | Mari Niskanen      | Finlande             |        | 25         | 24          | NC          |
| 27                                            | Tsvetelina Yankova | Bulgarie             |        | 30         | 26          | NC          |
| 28                                            | Diana Marcos       | Mexique              |        | 28         | 28          | NC          |
| 29                                            | Charuda Upatham    | Thaïlande            |        | 29         | 29          | NC          |
| Abandon                                       | Sandy Suy          | Belgique             |        | 18         |             | NC          |

### Couples
| Rang | Nom                                  | Nation               | Points | Prog. court | Prog. libre |
| ---- | ------------------------------------ | -------------------- | ------ | ----------- | ----------- |
| 1    | Ekaterina Gordeeva / Sergueï Grinkov | Union soviétique     | 1.5    | 1           | 1           |
| 2    | Cindy Landry / Lyndon Johnston       | Canada               | 3.0    | 2           | 2           |
| 3    | Elena Bechke / Denis Petrov          | Union soviétique     | 5.0    | 4           | 3           |
| 4    | Peggy Schwarz / Alexander König      | Allemagne de l'Est   | 6.5    | 3           | 5           |
| 5    | Kristi Yamaguchi / Rudy Galindo      | États-Unis           | 7.0    | 6           | 4           |
| 6    | Elena Kvitchenko / Rashid Kadyrkaev  | Union soviétique     | 9.5    | 5           | 7           |
| 7    | Isabelle Brasseur / Lloyd Eisler     | Canada               | 10.0   | 8           | 6           |
| 8    | Natalie Seybold / Wayne Seybold      | États-Unis           | 11.0   | 6           | 8           |
| 9    | Anuschka Gläser / Stefan Pfrengle    | Allemagne de l'Ouest | 13.5   | 9           | 9           |
| 10   | Danielle Carr / Stephen Carr         | Australie            | 15.0   | 10          | 10          |
| 11   | Cheryl Peake / Andrew Naylor         | Royaume-Uni          | 16.5   | 11          | 11          |

### Danse sur glace
| Rang                                               | Nom                                     | Nation               | Points | Danses imposées | Danse originale | Danse libre |
| -------------------------------------------------- | --------------------------------------- | -------------------- | ------ | --------------- | --------------- | ----------- |
| 1                                                  | Marina Klimova / Sergueï Ponomarenko    | Union soviétique     | 2.0    | 1               | 1               | 1           |
| 2                                                  | Maïa Oussova / Alexandre Jouline        | Union soviétique     | 4.0    | 2               | 2               | 2           |
| 3                                                  | Isabelle Duchesnay / Paul Duchesnay     | France               | 7.2    | 3               | 5               | 3           |
| 4                                                  | Klára Engi / Attila Tóth                | Hongrie              | 7.4    | 4               | 3               | 4           |
| 5                                                  | Susie Wynne / Joseph Druar              | États-Unis           | 9.4    | 5               | 4               | 5           |
| 6                                                  | Larisa Fedorinova / Ievgueni Platov     | Union soviétique     | 12.0   | 6               | 6               | 6           |
| 7                                                  | Stefania Calegari / Pasquale Camerlengo | Italie               | 14.0   | 7               | 7               | 7           |
| 8                                                  | Karyn Garossino / Rod Garossino         | Canada               | 16.0   | 8               | 8               | 8           |
| 9                                                  | Sharon Jones / Paul Askham              | Royaume-Uni          | 18.0   | 9               | 9               | 9           |
| 10                                                 | Andrea Juklova / Martin Šimeček         | Tchécoslovaquie      | 20.4   | 11              | 10              | 10          |
| 11                                                 | Michelle McDonald / Mark Mitchell       | Canada               | 22.8   | 13              | 11              | 11          |
| 12                                                 | Dominique Yvon / Frédéric Palluel       | France               | 24.0   | 12              | 12              | 12          |
| 13                                                 | Susanna Rahkamo / Petri Kokko           | Finlande             | 26.8   | 15              | 13              | 13          |
| 14                                                 | Andrea Weppelmann / Hendryk Schamberger | Allemagne de l'Ouest | 28.0   | 14              | 14              | 14          |
| 15                                                 | Anna Croci / Luca Mantovani             | Italie               | 30.8   | 17              | 15              | 15          |
| 16                                                 | Małgorzata Grajcar / Andrzej Dostatni   | Pologne              | 32.0   | 16              | 16              | 16          |
| 17                                                 | Krisztina Kerekes / Csaba Szentpéteri   | Hongrie              | 34.4   | 18              | 17              | 17          |
| 18                                                 | Diane Gerencser / Alexander Stanislavov | Suisse               | 36.4   | 19              | 18              | 18          |
| 19                                                 | Kaoru Takino / Kenji Takino             | Japon                | 38.4   | 20              | 19              | 19          |
| 20                                                 | Petra Zietemann / Franck Ladd-Oshiro    | Allemagne de l'Ouest | 40.4   | 21              | 20              | 20          |
| Couples de danse éliminés après la danse originale |                                         |                      |        |                 |                 |             |
| 21                                                 | Monica MacDonald / Duncan Smart         | Australie            |        | 22              | 21              | NC          |
| 22                                                 | Ursula Holik / Herbert Holik            | Autriche             |        | 23              | 22              | NC          |
| 23                                                 | Park Kyung-sook / Han Seung-jong        | Corée du Sud         |        | 24              | 23              | NC          |
| 24                                                 | Petya Gavazova / Nikolai Tonev          | Bulgarie             |        | 25              | 24              | NC          |
| Abandon                                            | April Sargent / Russ Witherby           | États-Unis           |        | 10              |                 | NC          |